# Övertorneå landskommun
Övertorneå landskommun var en tidigare kommun i Norrbottens län.

## Administrativ historik
Övertorneå landskommun inrättades den 1 januari 1863 i Övertorneå socken i Norrbotten när 1862 års kommunalförordningar trädde i kraft. En del av landskommunen överfördes till Korpilombolo landskommun vid dess bildande den 3 juni 1870.
Kommunreformen 1952 påverkade inte indelningarna i området, då varken Västerbottens eller Norrbottens län berördes av reformen. Den 1 januari 1969 inkorporerades Hietaniemi landskommun. År 1971 ombildades landskommunen till den nuvarande Övertorneå kommun.

### Kyrklig tillhörighet
I kyrkligt hänseende tillhörde kommunen Övertorneå församling och från 1 januari 1962 också Svansteins församling.

## Kommunvapnet
Blasonering: I fält av silver en gående svart räv, med röd tunga, mellan tre sexuddiga röda stjärnor ordnade två och en.
Detta vapen fastställdes av Kungl. Maj:t år 1949. Vapnet förs idag av den nuvarande Övertorneå kommun.

## Geografi
Övertorneå landskommun omfattade den 1 januari 1952 en areal av 1 741,96 km², varav 1 675,56 km² land.

### Tätorter i kommunen 1960
| Tätort      | Folkmängd |
| ----------- | --------- |
| Övertorneå  | 1 536     |
| Juoksengi   | 818       |
| Svanstein   | 283       |
| Kuivakangas | 278a      |
| Rantajärvi  | 260       |
| Pello       | 258       |

Tätortsgraden i kommunen var den 1 november 1960 48,8 procent.

## Politik

### Mandatfördelning i valen 1938-1968
| 4 | 9 | 3 | 5 |

| 20 |

| 4 | 10 | 3 | 4 |

| 21 |

| 7 | 10 | 5 | 3 |

| 22 |

| 5 | 10 | 5 | 2 | 3 |

| 24 |

| 4 | 11 | 4 | 2 | 4 |

| 23 |

| 4 | 11 | 5 |  | 4 |

| 23 |

| 4 | 12 | 5 |  | 3 |

| 24 |

| 4 | 11 | 6 |  | 3 |

| 24 |

| 5 | 18 | 13 | 4 |

| 38 |

### Fotnoter
^a Siffran i SCB:s folkräkning 1960 var 257. Denna siffra korrigerades vid folk- och bostadsräkningen 1965, då det upptäcktes att det hade uppstått fel i beräkningen av tätortens folkmängd vid den tidigare folkräkningen. 
1. 1 2  SCB Folkräkningen 1950 del 1 Arkiverad 29 oktober 2013 hämtat från the Wayback Machine. sida 18 & 191 i pdf:en
2. ↑  Per Andersson: Sveriges kommunindelning 1863-1993, Draking, Mjölby 1993, ISBN 91-87784-05-X, s. 100
3. ↑  ”Svenska Heraldiska Föreningens vapendatabas”. Arkiverad från originalet den 18 oktober 2012. https://web.archive.org/web/20121018011750/http://databas.heraldik.se/index.php. Läst 4 april 2011.
4. ↑  SCB Folkräkningen 1960 del 2 Arkiverad 24 september 2015 hämtat från the Wayback Machine. sida 47 i pdf:en
5. ↑  SCB Folk- och bostadsräkningen 1965 del 2 sida 145 i pdf:en

- Se kartdata överlagrat på OSM (Kartdata)